# Malewszów
Malewszów – część wsi Łążek w Polsce, położona w województwie świętokrzyskim, w powiecie sandomierskim, w gminie Łoniów. Nie ma sołtysa, należy do sołectwa Łążek.
W latach 1975–1998 Malewszów administracyjnie należał do województwa tarnobrzeskiego.